# Русское Труево
Русское Труево — село в Сосновоборском районе Пензенской области России. Входит в состав Индерского сельсовета.

## География
Село находится в восточной части Пензенской области, в пределах Приволжской возвышенности, в лесостепной зоне, на левом берегу реки Суры, на расстоянии примерно 7 километров (по прямой) к юго-востоку от Сосновоборска, административного центра района. Абсолютная высота — 185 метров над уровнем моря.

### Климат
Климат характеризуется как умеренно континентальный, с холодной продолжительной зимой и тёплым летом. Средняя температура воздуха самого тёплого месяца (июля) — 19 °C (абсолютный максимум — 39 °C); самого холодного (января) — −13 °C (абсолютный минимум — −46 °C). Среднегодовое количество атмосферных осадков варьируется от 480 до 627 мм, из которых большая часть выпадает в тёплый период. Снежный покров держится в течение 150—160 дней.

### Часовой пояс
Село Русское Труево, как и вся Пензенская область, находится в часовой зоне МСК (московское время). Смещение применяемого времени относительно UTC составляет +3:00.

## История
Основано в 1685 году, как конечный пункт Сызранской линии и назывался Туруево городище. Но известно оно было ещё с 1673 года как сторожевой пункт казаков «Торуевское Городище» Симбирского уезда. После перевода казаков в города Азов (1696) и Петровск (1998) земля досталась князьям Борису Алексеевичу Голицыну (ум. 1714) и Василию Федоровичу Нарышкину (ум. 1702).
В 1702 году в Торуевской слободе жили деловые люди и крестьяне князя Б. А. Голицына, переселённые из Суздальского и Костромского уездов. В ревизских сказках солдат города Петровска в 1723 году населенный пункт именуется то селом, то казачьей слободой Труевское Городище. В 1795 году здесь несколько имений, самое крупное у Варвары Николаевны Наврозовой. Поэтому до середины XIX века село иногда именовалось Варварино.
Отмечено село на "Российском Атласе на 44 картах" от 1792 г. с названием Богоявленское (с церковью). Географически находилось между впадением в р.Сура, р.Мувалка (Тешнярь) и р.Труев, ближе на 3/4 к р.Мувалка. Около с.Богоявленское жили отшельники, недалеко от Ср.Липовки, рядом со святым источником. К старцам приходили поломники, останавливаясь на ночлег в с.Богоявленское.
После отмены крепостного права  (1851) крестьяне выкупили землю у помещиков Зимнинских в собственность. В 1877 году — в Никольской волости, 83 двора, церковь. В 1911 г. — 142 двора, есть церковь (сгорела 02.08.1976) и церковно-приходская школа.
До 1928 года село входило в состав Кузнецкого уезда Саратовской губернии.
В 1998 году в селе действовали отделение сельскохозяйственного предприятия «Искра» (центральная усадьба в с. Индерка) — выращивание зерновых культур, животноводство, клуб, начальная школа.
С июня 2025 года в селе проводятся археологические раскопки на месте Русско-Труёвского городища. Исследования и раскопки проводятся силами Института регионального развития Пензенской области, Пензенского государственного университета и Казанского федерального университета.

Богоявленская церковь в с. Русское Труево. Дата снимка 28.03.1939

## Население
| 2002 | 2010 | 2021 |
| ---- | ---- | ---- |
| 58   | ↘11  | ↘7   |

### Национальный состав
Согласно результатам переписи 2002 года, в национальной структуре населения русские составляли 93 % из 58 чел.
- Здесь родилась Герой Социалистического Труда Жаркова, Анна Петровна (1918—1994).

## Достопримечательности
- Памятник археологии — буртасское городище 12–14 вв. на западной окраине села[12].